# Sommer-Universiade 1993
Die Sommer-Universiade 1993 fand vom 8. Juli bis 18. Juli 1993 in Buffalo statt.

## Wettkampfstätten
Es war dies die erste Universiade die in zwei verschiedenen Ländern stattfand, da die Ruderbewerbe im benachbarten St. Catharines stattfanden.
| Ort                     | Wettkampfstätte                           | Sportart        |
| ----------------------- | ----------------------------------------- | --------------- |
| Buffalo                 | Rich Stadium                              | Eröffnungsfeier |
| Buffalo                 | University at Buffalo Stadium             | Leichtathletik  |
| Buffalo                 | University at Buffalo Stadium             | Schlussfeier    |
| Buffalo                 | Sahlen Field                              | Baseball        |
| Buffalo                 | Sal Maglie Stadium                        | Baseball        |
| Buffalo                 | Dwyer Stadium                             | Baseball        |
| Buffalo                 | Alumni Arena                              | Wasserspringen  |
| Buffalo                 | Alumni Arena                              | Volleyball      |
| Buffalo                 | Lewiston-Porter School                    | Fußball         |
| Buffalo                 | Niagara Falls Convention and Civic Center | Kunstturnen     |
| Buffalo                 | Burt Flickinger Center                    | Schwimmen       |
| Buffalo                 | Ellicott Complex Tennis Center            | Tennis          |
| Tonawanda               | Tonawanda Aquatic and Fitness Center      | Wasserball      |
| St. Catharines, Ontario | Royal Canadian Henley Rowing Course       | Rudern          |

## Sportarten
- Baseball (1)
- Basketball (2)
- Fechten (10)
- Fußball (2)
- Kunstturnen (12)
- Leichtathletik (43)
- Rudern (15)
- Schwimmsport
  -  Schwimmen (34)
  -  Wasserball (1)
  -  Wasserspringen (8)
- Tennis (5)
- Volleyball (2)

## Medaillenspiegel
| Platz  | Mannschaft             | Gold | Silber | Bronze | Gesamt |
| ------ | ---------------------- | ---- | ------ | ------ | ------ |
| 1      | Vereinigte Staaten     | 31   | 24     | 19     | 74     |
| 2      | Volksrepublik China    | 17   | 6      | 5      | 28     |
| 3      | Kanada                 | 12   | 13     | 14     | 39     |
| 4      | Ukraine                | 11   | 6      | 9      | 26     |
| 5      | Kuba                   | 8    | 4      | 4      | 16     |
| 6      | Rumänien               | 7    | 2      | 3      | 12     |
| 7      | Deutschland            | 6    | 9      | 13     | 28     |
| 8      | Japan                  | 5    | 13     | 12     | 30     |
| 9      | Italien                | 5    | 9      | 11     | 25     |
| 10     | Frankreich             | 5    | 8      | 11     | 24     |
| 11     | Ungarn                 | 4    | 3      | 7      | 14     |
| 12     | Großbritannien         | 3    | 6      | 4      | 13     |
| 13     | Polen                  | 3    | 1      | 8      | 8      |
| 14     | Südkorea               | 2    | 4      | 4      | 10     |
| 15     | Belgien                | 2    | 2      | 3      | 7      |
| 16     | Belarus                | 2    | 1      | 2      | 5      |
| 17     | Australien             | 2    | –      | 2      | 4      |
| 18     | Jamaika                | 1    | 3      | 2      | 6      |
| 18     | Nigeria                | 1    | 3      | 2      | 6      |
| 20     | Tschechien             | 1    | 3      | –      | 4      |
| 21     | Niederlande            | 1    | –      | 1      | 2      |
| 21     | Österreich             | 1    | –      | 1      | 2      |
| 23     | Ghana                  | 1    | –      | –      | 1      |
| 23     | Kenia                  | 1    | –      | –      | 1      |
| 23     | Marokko                | 1    | –      | –      | 1      |
| 23     | Spanien                | 1    | –      | –      | 1      |
| 23     | Südafrika              | 1    | –      | –      | 1      |
| 28     | Russland               | –    | 4      | 3      | 7      |
| 29     | Mexiko                 | –    | 4      | 1      | 5      |
| 30     | Unabhängige Teilnehmer | –    | 2      | –      | 2      |
| 31     | Armenien               | –    | 1      | –      | 1      |
| 31     | Brasilien              | –    | 1      | –      | 1      |
| 31     | Estland                | –    | 1      | –      | 1      |
| 31     | Kasachstan             | –    | 1      | –      | 1      |
| 31     | Litauen                | –    | 1      | –      | 1      |
| 36     | Chinesisch Taipeh      | –    | –      | 3      | 3      |
| 37     | Äthiopien              | –    | –      | 1      | 1      |
| 37     | Bahamas                | –    | –      | 1      | 1      |
| 37     | Griechenland           | –    | –      | 1      | 1      |
| 37     | Irland                 | –    | –      | 1      | 1      |
| 37     | Madagaskar             | –    | –      | 1      | 1      |
| 37     | Schweiz                | –    | –      | 1      | 1      |
| 37     | Slowakei               | –    | –      | 1      | 1      |
| Gesamt | Gesamt                 | 135  | 135    | 147    | 417    |